# Astragalus hedinii
Astragalus hedinii är en ärtväxtart som beskrevs av Oskar Eberhard Ulbrich. Astragalus hedinii ingår i släktet vedlar, och familjen ärtväxter. Inga underarter finns listade i Catalogue of Life.